# Mira Golubović
Mira Golubović (ur. 15 października 1976) – serbska siatkarka, była reprezentantka Serbii i Czarnogóry, grająca na pozycji środkowej.

## Sukcesy klubowe
Mistrzostwo Serbii i Czarnogóry:
- 1995, 1996, 1997, 1998

Puchar Serbii i Czarnogóry:
- 1996, 1997, 1998

Mistrzostwo Rumunii:
- 1999, 2010

Superpuchar Włoch:
- 1999

Liga Mistrzyń:
- 2000
- 2011, 2013

Puchar CEV:
- 2001

Mistrzostwo Hiszpanii:
- 2006
- 2004, 2005

Superpuchar Hiszpanii:
- 2005

Puchar Hiszpanii:
- 2006

Superpuchar Szwajcarii:
- 2006, 2013

Puchar Szwajcarii:
- 2007, 2014

Mistrzostwo Szwajcarii:
- 2007, 2014

Puchar Rumunii:
- 2010

Mistrzostwo Azerbejdżanu:
- 2011, 2012, 2013

Klubowe Mistrzostwa Świata:
- 2011
- 2012